# ブガッティ・EB110
EB110は、自動車メーカー、ブガッティ・アウトモビリSpAが製造・販売していたスーパーカーである。

## 歴史

### 発表
ブガッティの創立者であるエットーレ・ブガッティの生誕110周年となる1991年、フランスのヴェルサイユと、パリ近郊のラ・デファンスにある高層ビルのグランダルシュで同時に「EB110GT」を発表。車名はエットーレ・ブガッティのイニシャルEBと、生誕110周年の110に由来する。
資本を集めブガッティブランドを手に入れたロマーノ・アルティオーリが経営者となり、メカニズムはランボルギーニ・カウンタックの設計者であるパオロ・スタンツァーニが、エクステリアは同車デザインを手がけたマルチェロ・ガンディーニが担当することになった。しかしながら、開発途上においてアルティオーリと方向性について対立が生じ、相次いで開発から外れることになる。メカニズムはフェラーリ・F40の開発で知られるニコラ・マテラッツィが、エクステリアはアルティオーリの親族で建築家のジャンパオロ・ベネディーニがそれぞれ引き継いだ。

### 設計
排気量3,499 cc V型12気筒DOHC60バルブエンジンに4基の石川島播磨重工業（現：IHI）製ターボチャージャーを装着し、ミッドシップに縦置きで搭載している。1気筒あたりの排気量が少なく、内径×行程は81 mm×56.6 mmとショートストロークであるため、最高出力560 PS / 8,000 rpmという超高回転型のエンジンに仕上がっている。
組み合わせられるトランスミッションは6速MTで、長いV型12気筒の横に並行して配置される。駆動方式は差動制限機能を持つトルセンデフを組み込んだ機械式フルタイム4WDである。
シャシは炭素繊維強化プラスチック（CFRP）製で、フランスの航空機メーカーアエロスパシアルが生産を担当した。カーボンモノコックシェルに被せられるボディはアルミ合金製である。スタンツァーニは当初、ロードカーとしての耐久性と修理の確実さを理由にアルミハニカムパネル組み立てによるシャシを主張していたが、先進技術の投入を主張するアルティオーリの意見でCFRPが採用された。
かつてスタンツァーニが設計したカウンタックはプロトタイプでモノコック構造を採用したものの重量と剛性を両立できなかったため、量産型で鋼管によるスペースフレームに変更された経緯があり、EB110でのモノコックシャシの採用はカウンタックで成し遂げられなかった事柄に対するリベンジの意味があった。またスタンツァーニは縦置きエンジンの前にトランスミッションを配置したカウンタックの問題点（室内の狭さと重心の高さ）を克服するため、EB110ではエンジンとトランスミッションを並行させる配置を採用した。
さらに、左右の2つの燃料タンクを接続するパイプを廃し、それぞれのタンクはV型12気筒エンジンの左右各バンクを受け持つという、左右で独立した燃料供給システムを採用した。このように、かつてのカウンタックで発生した問題点を克服するための設計を積極的に採用している。オーディオはナカミチの特注品が用意された。
エクステリアデザインは、当初マルチェロ・ガンディーニの手に委ねられた上で極秘裏に進行され、全高を抑えた低重心フォルムにシザードア、室内のスイッチからもコントロールできる速度感応式の可変リアスポイラー、V型12気筒エンジンを奥に望むガラス製のエンジンフードなど、当時のスーパーカーで流行していたデザインが多く取り入れられた。
ガンディーニがEB110のスタイリングにおいて最大の目標としていた事柄は、カウンタック最大の問題でもあった空力の解決である。20年に及ぶ空力に関する研究の結果を投じたスタイリングは実効があり、ガンディーニが描いたシルエットそのままで340 km/hという最高速度域での安定性を実現していた。彼もまた、スタンツァーニ同様にカウンタックの問題点に対するリベンジを果たそうと意気込んでいた。

### 決別

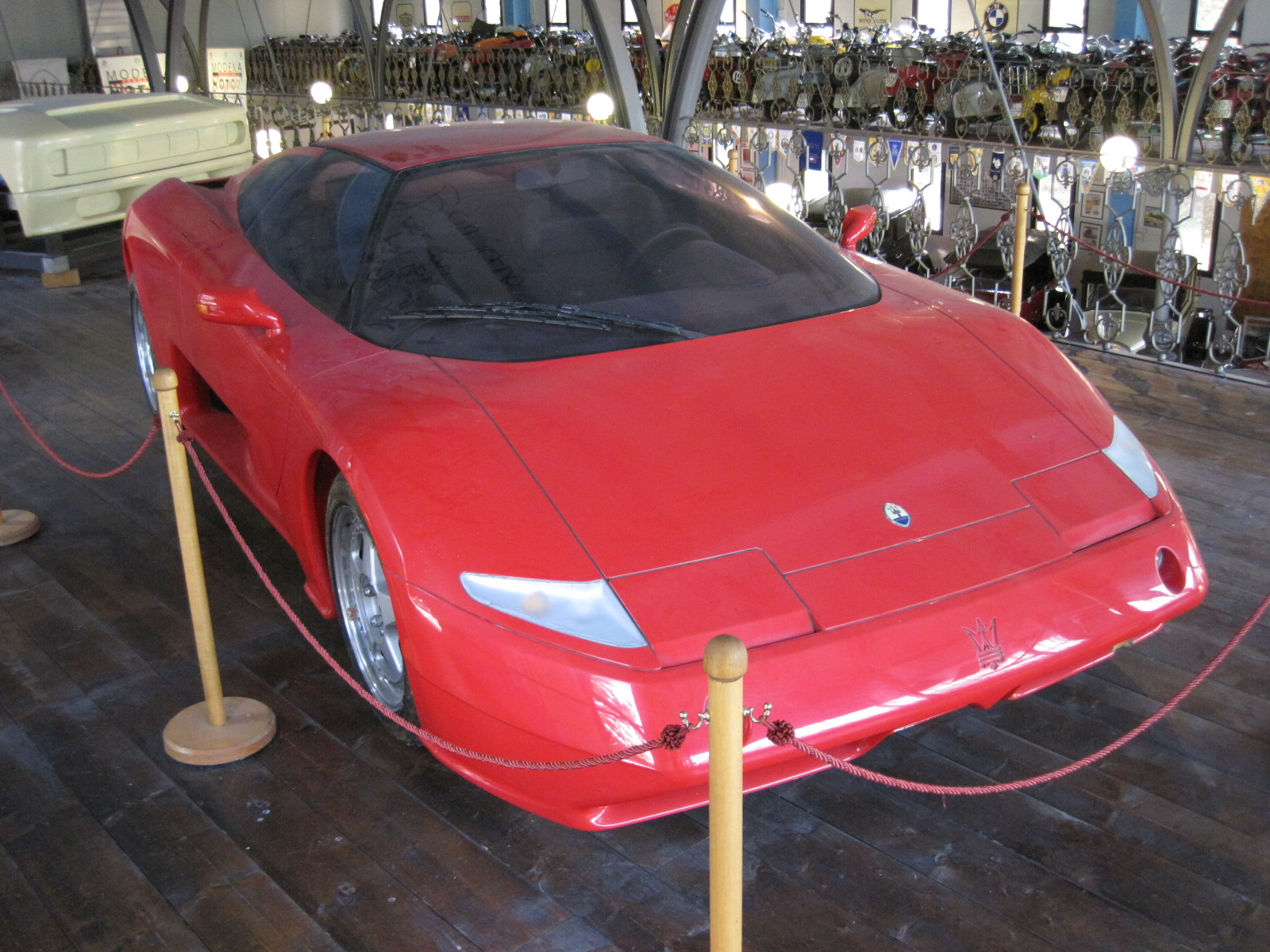
EB110の原案を踏襲したマセラティ・チュバスコ

しかし、ブガッティの再来としての気鋭さを求めるガンディーニと、ブガッティの後継者としての伝統と流麗さを求めるアルティオーリとの対立は決定的となり、ノーズに馬蹄形エアインテークをつける修正を拒否した結果両者は決裂し、ガンディーニはEB110のデザイナーから外されることになった。途中からザガートによるモディファイが進められ、ガンディーニによるプロトタイプ（5台制作）と市販モデルの間に、少なくとも4種類以上のプロトタイプが確認されている。しかし、それらはガンディーニ案に対抗できるレベルに達していないと判断され、最終的にガンディーニが提出していた修正案をベースに、後任のベネディーニが車体の前後を中心に形状を整えたものが最終形となった。
「ガンディーニ案が経営層に受け入れられなかったが、周囲で作った対案のレベルが低く、ガンディーニ案を調整して量産案を作る」という流れは、クライスラー傘下で開発されたランボルギーニ・ディアブロにも見られた。「腹を立てたガンディーニが、破棄された原案を踏襲したモデルを他社に提案する」という流れも同様で、EB110ではマセラティ・チュバスコが、ディアブロではチゼータ・V16Tが原案の姿をむしろよく示している。その結果、同時期に破棄されたはずの原案が滑らかに整えられた姿で他社から登場してくることになり、「ガンディーニは似たような案を使い回している」という悪評が立つ原因となった。

### EB110SS
1992年、エンジンの出力を向上して車体を軽量化した「EB110SS」を追加。「SS」は「Super Sports」の頭文字である。エンジンは最高出力611 PSを発生し、最高速度はGTの342 km/hに対して355 km/hに達する。また、GTで可変式だったリアスポイラーは固定式となり、異なるホイールが装着されるなど、エクステリアにも変更を受けている。

### 生産終了とその後
1995年、ブガッティ・アウトモビリSpAの倒産に伴い生産を終了。他にも4人乗りモデルなどを発表していたものの、結局は同社がブガッティブランドで製造した唯一の車種となった。
倒産時点で製造中だった車体やエンジンは破産管財人からドイツの企業が買い取り、後にイタリアの自動車メーカーBエンジニアリングが、エドニス・V12を製造する際のベースに使用した。同じく製作途中のままだった6台分のシャーシは、倒産後にヨッヘン・ダウアーが購入し、ダウアーブランドで製造が続けられて販売された。これはノーマルのEB110のボディパネルをカーボンファイバーのパネルに改め、大幅な軽量化が図られている。レーシングドライバーのミハエル・シューマッハがブガッティ倒産以前にオーダーしていたうちの1台が、ダウアーブランドとして納車されたという。

## スペック
| モデル名 | エンジン                | 最高出力       | 最大トルク       | 車両重量 | 0-100km/h加速 | 最高時速 |
| -------- | ----------------------- | -------------- | ---------------- | -------- | ------------- | -------- |
| EB110GT  | 3.5L V12 クワッドターボ | 560PS/8,000rpm | 62.3kgm/3,750rpm | 1,620kg  | 3.46秒        | 342km/h  |
| EB110SS  | 3.5L V12 クワッドターボ | 611PS/8,000rpm | 66.3kgm/4,200rpm | 1,570kg  | 3.26秒        | 355km/h  |

## レース活動

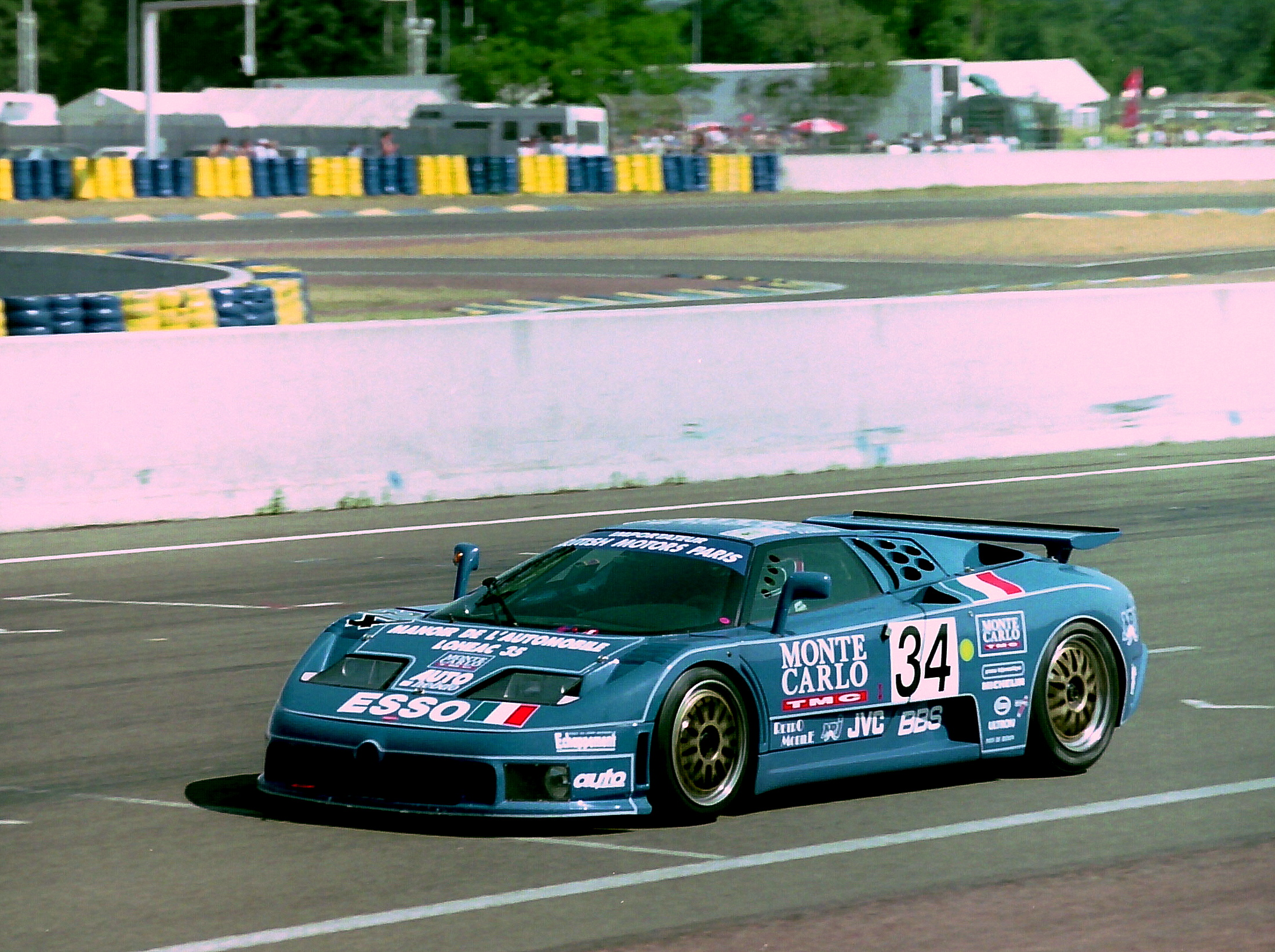
EB110 SS（1994年ル・マン24時間レース）

1996年に、元F1チャンピオンフィル・ヒルの息子であるデレク・ヒルがEB110でデイトナ24時間レースに出場した。この他にも1995年前後にはパトリック・タンベイやジルド・パランカ・パストール等がプライベーターとしてBPRグローバルエンデュランスGT選手権やル・マン24時間レース等にエントリーしていたが、結果は残せず姿を消している。

## 日本での販売
日本ではニコル・オートモビルズが正規輸入元として販売を行っており、高価な上にバブル景気崩壊後にも拘らず、複数台が輸入された。また、式場壮吉がアドバイザーとなっており、自身も1台を入手しており、イタリアで開催された公式イベントにも出走していた。
『カーグラフィック』誌が1994年にEB110 GTを日本自動車研究所（JARI）の旧谷田部コースに持ち込み、フルテストを行っている。車両の速度に対してオーバルコースのバンク半径が小さいため垂直荷重が過大となり、終始タイヤに気を遣いながらのテストとなった。